# Platypalpus balticus
Platypalpus balticus är en tvåvingeart som beskrevs av Nikolai Vasilevich Kovalev 1971. Platypalpus balticus ingår i släktet Platypalpus och familjen puckeldansflugor. Inga underarter finns listade i Catalogue of Life.